# Fehrbach

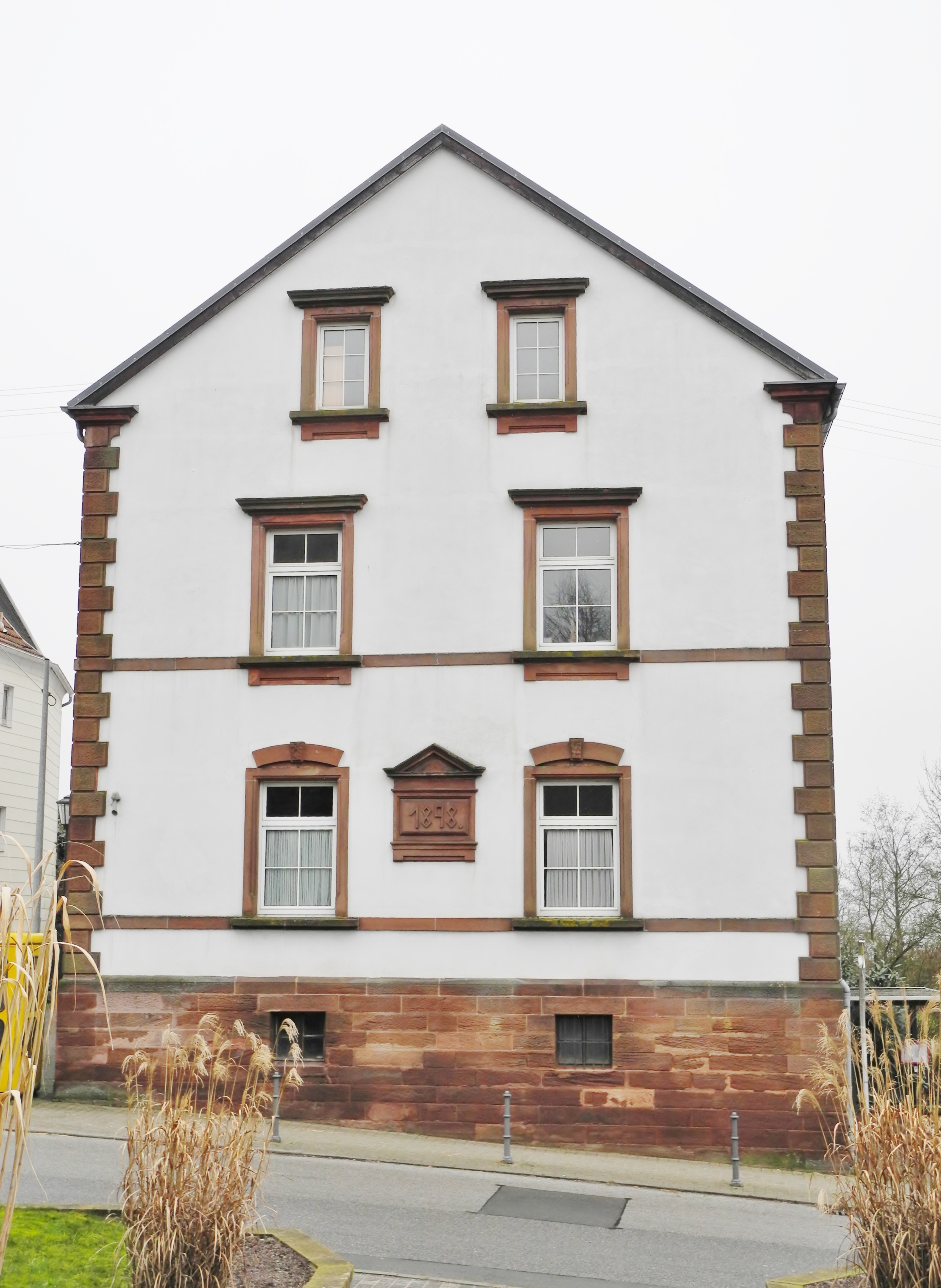
Ehemalige Schule

Fehrbach (historisch auch: Fahrbach) ist ein Ortsbezirk von Pirmasens. Bis 1969 war er eine selbständige Gemeinde.

## Geographie
Der Ort liegt im Nordwesten der Stadt im Zweibrücker Hügelland. Unmittelbar nördlich schließt sich der bereits zur Ortsgemeinde Petersberg gehörende Wohnplatz Staffelhof an. Zu Fehrbach gehört zusätzlich der Wohnplatz Auf der Kling. Am westlichen Ortsrand entspringt der namensgebende Fehrbach und am südlichen der Recherbach. Östlich der Bebauung fließt der Steinbach.

## Geschichte

### Mittelalter
Das Gründungsdatum von Fehrbach ist unbekannt. Die älteste erhaltene Erwähnung stammt von 1202: Der Ort wird zusammen mit Lemberg, Gersbach, Ruppertsweiler, Münchweiler, Winzeln und Ruhbankerhof als Filiale der Pfarrei Pirmasens genannt. Das ehemalige Klostergut wurde damals Forlebach geschrieben. Das Dorf lag später im Amt Lemberg der Grafschaft Zweibrücken-Bitsch und dort in der Amtsschultheißerei Pirmasens. Die Nähe zu Pirmasens und die Lage an einer alten Salzstraße prägten Fehrbach. Im Mittelalter siedelten sich außerdem Zuwanderer aus dem österreichischen Zaunhof an.

### Frühe Neuzeit
1570 verstarb Graf Jakob von Zweibrücken-Bitsch (* 1510; † 1570) als letztes männliches Mitglied seiner Familie. Das Amt Lemberg erbte seine Tochter, Ludovica Margaretha von Zweibrücken-Bitsch, die mit dem (Erb-)Grafen Philipp (V.) von Hanau-Lichtenberg verheiratet war. Ihr Schwiegervater, Graf Philipp IV. von Hanau-Lichtenberg, gab durch die sofortige Einführung des lutherischen Bekenntnisses dem streng römisch-katholischen Herzog Karl III. von Lothringen Gelegenheit, militärisch zu intervenieren, da dieser die Lehnshoheit über die ebenfalls zum Erbe gehörende Herrschaft Bitsch besaß. Im Juli 1572 besetzten lothringische Truppen die Grafschaft. Da Philipp IV. der lothringischen Übermacht nicht gewachsen war, wählte er den Rechtsweg. Beim anschließenden Prozess vor dem Reichskammergericht konnte sich Lothringen hinsichtlich der Herrschaft Bitsch durchsetzen, das Amt Lemberg dagegen – und somit auch Fehrbach – wurde der Grafschaft Hanau-Lichtenberg zugesprochen.
Nach der Entvölkerung durch den Dreißigjährigen Krieg siedelten 1665 französische Einwanderer unter der Führung Antony Raquet im „neuen“ Fehrbach. Seine Nachkommen leben noch heute im Ort. 1714 siedelten außerdem Bauern aus Tirol in Fehrbach.
1736 starb mit Graf Johann Reinhard III. der letzte männliche Vertreter des Hauses Hanau. Aufgrund der Ehe seiner einzigen Tochter, Charlotte (* 1700; † 1726), mit dem Erbprinzen Ludwig (VIII.) (* 1691; † 1768) von Hessen-Darmstadt fiel die Grafschaft Hanau-Lichtenberg nach dort. Im Zuge der Französischen Revolution fiel der linksrheinische Teil der Grafschaft Hanau-Lichtenberg – und damit auch das Amt Lemberg und Fehrbach – 1794 an Frankreich.

### 19. und 20. Jahrhundert
Von 1798 bis 1814, als die Pfalz Teil der Französischen Republik (bis 1804) und anschließend Teil des Napoleonischen Kaiserreichs war, war der Ort in den Kanton Pirmasens eingegliedert und unterstand der Mairie Pirmasens. 1815 hatte der Ort insgesamt 400 Einwohner. Im selben Jahr wurde der Ort Österreich zugeschlagen. Bereits ein Jahr später wechselte Fehrbach in das Königreich Bayern. Ab 1818 war der Ort Bestandteil des Landkommissariat Pirmasens, das 1862 in ein Bezirksamt umgewandelt wurde.
1939 wurde Fehrbach in den Landkreis Pirmasens (ab 1997 Landkreis Südwestpfalz) eingegliedert. Nach dem Zweiten Weltkrieg wurde die Gemeinde innerhalb der französischen Besatzungszone Teil des damals neu gebildeten Landes Rheinland-Pfalz.
Im Zuge der ersten rheinland-pfälzischen Verwaltungsreform wurde Fehrbach zum 7. Juni 1969 in die kreisfreie Stadt Pirmasens eingemeindet.

## Religion

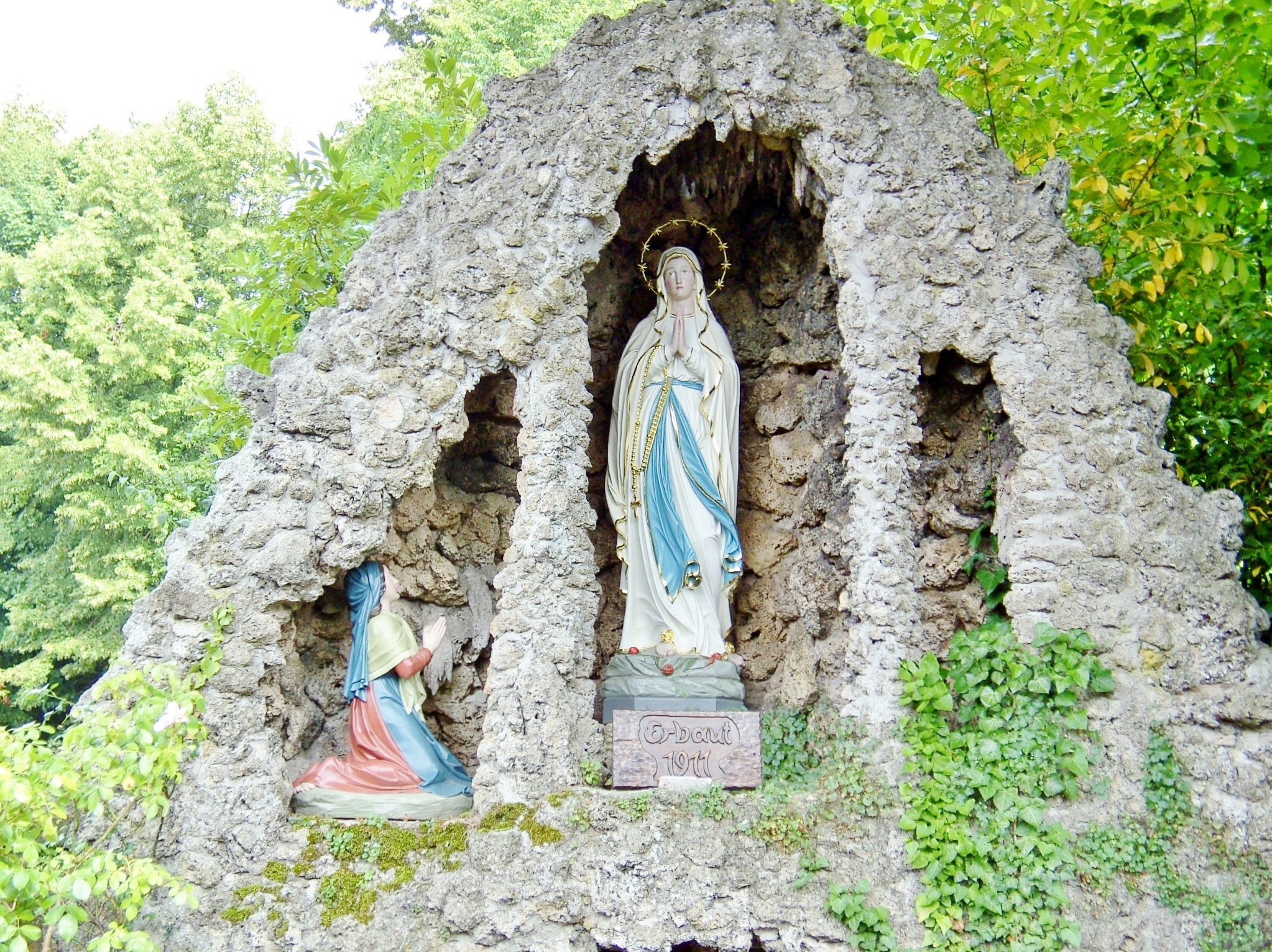
Lourdesgrotte in Fehrbach

Von 1949 bis 1952 gab es vor Ort angeblich eine Marienerscheinung, die die Kulturwissenschaftlerin Monique Scheer in ihrem 2006 erschienenen Buch Rosenkranz und Kriegsvisionen schildert.

## Politik

### Ortsbeirat
Für den Stadtteil Fehrbach wurde ein Ortsbezirk gebildet. Dem Ortsbeirat gehören neun Beiratsmitglieder an, den Vorsitz im Ortsbeirat führt der direkt gewählte Ortsvorsteher. Traditionell ist die CDU im Ort die stärkste Partei.
Für weitere Informationen zum Ortsbeirat siehe die Ergebnisse der Kommunalwahlen in Pirmasens.

### Ortsvorsteher
Der Ortsvorsteher von Fehrbach ist Christian Mühlbauer (CDU). Er wurde bei der Direktwahl am 26. Mai 2019 mit einem Stimmenanteil von 77,18 % gewählt und ist damit Nachfolger von Peter Schneider (CDU). Bei der Direktwahl am 9. Juni 2024 wurde er als einziger Bewerber mit 81,7 % für weitere fünf Jahre im Amt bestätigt.

## Kultur

### Kulturdenkmäler

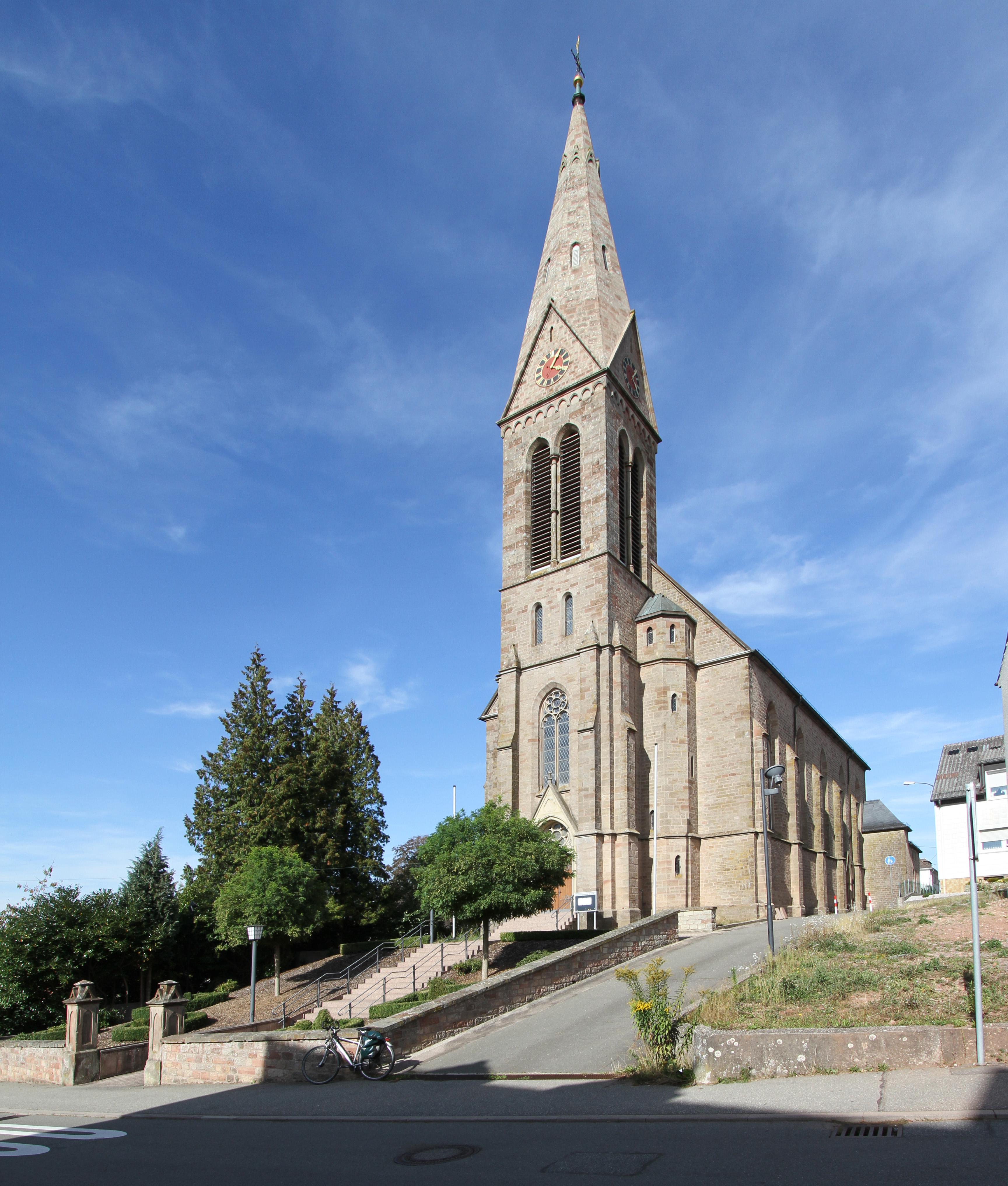
Kirche St. Josef

Markantestes Bauwerk des Ortes ist der 1958 fertiggestellte Fehrbacher Wasserturm, der direkt an der Bundesstraße 10 liegt. Früher existierte außerdem das Fehrbacher Wasserreservoir; dabei handelte es sich um einen Wasserbehälter, der nach Fertigstellung des Wasserturms abgerissen wurde.
Den Ortskern dominiert die römisch-katholische Kirche St. Josef, ein neugotischer Sandsteinbau nach Plänen von Wilhelm Schulte I. aus den Jahren 1891 bis 1893; sie enthält eine im Jahr 1898 von H. Voit & Söhne erbaute Orgel. Weitere denkmalgeschützte historische Gebäude sind unter anderem das ehemalige Schulhaus von 1898 und ein eingeschossiges Quereinhaus aus dem Jahr 1810.

### Natur
Mit dem Heufelsen existiert vor Ort ein Naturdenkmal.

### Vereine
Es existieren die Fußballvereine FC 1923 Fehrbach e. V. und FC Schoppenbatscher e. V., die Billardfreunde 1960 Fehrbach e. V. und der dem Ringen, Radsport und der Fitness gewidmete Ringer-Sport-Club Pirmasens-Fehrbach 1983 e. V. Der I.TTC Schwarz-Weiß Fehrbach 1951 e. V. bietet Tischtennis und Gymnastik an. Mit dem Gesangverein Concordia 1912 Fehrbach e. V. gibt es außerdem einen Chor.

## Wirtschaft und Infrastruktur

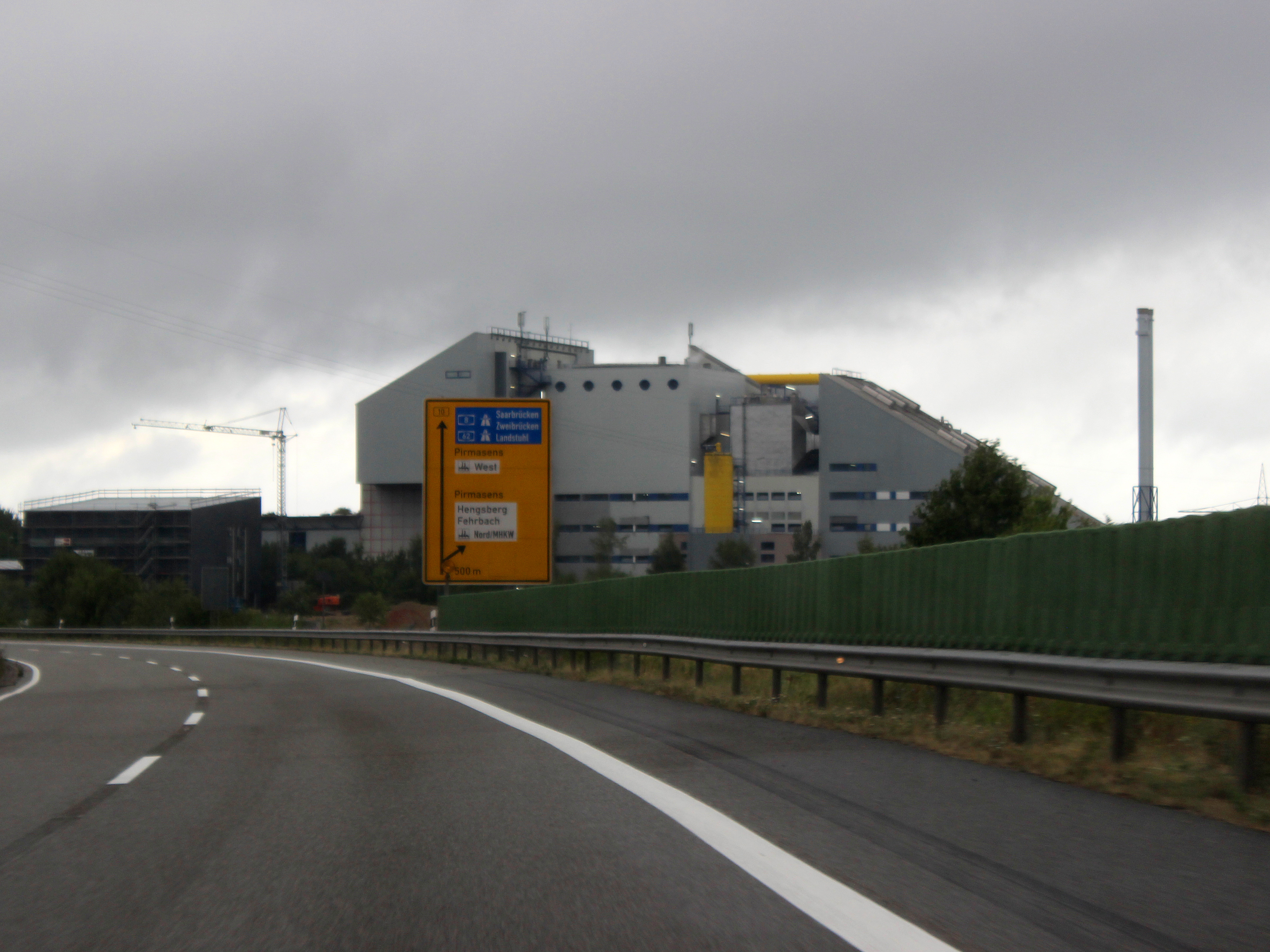
Bundesstraße 10 innerhalb von Fehrbach mit Müllheizkraftwerk

Fehrbach liegt an der Bundesstraße 10, die vor Ort über eine Anschlussstelle verfügt. Der Ortsteil ist über die von den Stadtwerken Pirmasens betriebene Buslinie 205 an den öffentlichen Personennahverkehr angebunden.

## Persönlichkeiten

### Söhne und Töchter des Ortes
- Walter Bockmayer (1948–2014), Film- und Theater-Autor und Regisseur

### Personen, die vor Ort gewirkt haben
- Heinrich Bauer (* 1935), Fußballspieler, stammt aus Fehrbach
- Lisa Schwab (* 1985), Fußballspieler, begann ihre Karriere beim FC Fehrbach
- Florian Fromlowitz (* 1986), Fußballtorwart, spielt seit Januar 2022 beim FC Fehrbach